# دویچه بابکوک
دویچه بابکوک آگ (نام کامل: Deutsche Babcock & Wilcox Dampfkessel Werke Aktien-Gesellschaft) یک شرکت تولیدی آلمانی مستقر در اوبرهاوزن در منطقه رور، آلمان بود. این شرکت در سال ۱۸۹۸ به‌عنوان یک شرکت تابعه آلمانی از شرکت بویلرسازی بریتانیایی باب‌کوک اینترنشنال تأسیس شد.
در آغاز قرن بیستم و دوره میان‌دوجنگ، دویچه بابکوک تجارت خود را در سراسر امپراتوری آلمان و کشورهای اروپای شرقی و تا حد کمتری، کشورهای اسکاندیناوی گسترش داد. موفقیت مالی و درگیری‌های نظامی میان آلمان و بریتانیا منجر به استقلال دوفاکتو دویچه بابکوک از شرکت مادر بریتانیایی‌اش شد، اگرچه بریتانیایی‌ها تا سال ۱۹۷۵ سهام کنترل‌کننده دویچه بابکوک را در اختیار داشتند.
پس از جنگ جهانی دوم، دویچه بابکوک بازار آلمان غربی را برای دیگ‌های بخار صنعتی و تجهیزات انرژی هسته‌ای کنترل می‌کرد. این شرکت به تجهیزات حرارتی نفت‌وگاز، سوخت هسته‌ای، اجزای بازفرآوری، سامانه‌های تهویه مطبوع، تجهیزات تبرید، تجهیزات فولادی و سیم‌های مخصوص، لوله‌های مسی، اتصالات چدنی، سامانه‌های گوگردزدایی و تصفیه‌خانه‌های آب گسترش یافت. در سال ۱۹۹۶، این شرکت با بحران شدیدی مواجه شد و به بابکوک بورسیگ تغییرنام داد. در سال ۲۰۰۲، بحران دوم باعث انحلال شرکت بابکوک بورسیگ و فروش دارایی‌های صنعتی آن به خریداران مستقل شد. در زمان ورشکستگی این شرکت، ۱۳۰۰۰ کارمند در آلمان و ۹۰۰۰ کارمند در کشورهای دیگر داشت. از ژوئیه ۲۰۱۰، شرکت بابکوک بورسیگ هنوز به‌عنوان یک شرکت صوری وجود دارد.